# Nyíri István (gépészmérnök, 1845–1922)
Nyíri István (Berekböszörmény, Bihar vármegye, 1845. május 12. [keresztelés dátuma] – Berettyóújfalu, 1922. február 6.) magyar gépészmérnök, malomüzem- és fürdőalapító.

## Élete
A Bihar vármegyei Berekböszörményben született, 1845-ben Nyiri István földművelő és Kulcsár Mária fiaként. Gépészmérnöki oklevelének elnyerése után, 1869-ben kinevezték a Magyar Királyi József Műegyetemre tanársegédnek. Onnan a MÁV nem sokkal később meghívta saját szolgálatába, ahol 1873-ig dolgozott. 1875-ben szülőfalujában gyár jellegű malmot hozott létre, ahol maga tanította be az addig mezőgazdasági munkával foglalkozó helyi legények talpraesettebbjeit a gépek kezelésére.
Következő lépésként 1879-ben Berettyóújfaluban alapított motoros malmot, amelynek hajtóerejét 60 lóerős nyersolaj- , valamint 25 lóerős gáztüzelésű motor adta. E vállalkozása egy olyan településen, ahol abban az időben 11 száraz- és 2 szélmalom működött, igen merésznek tűnhetett, de páratlan sikert hozott. Pedig a kezdet nem indult simán: az 1880. november 4-én megtartott próbaőrlés közben egy tartógerenda eltört, így a végleges üzembe helyezésre csak napokkal később kerülhetett sor. A századfordulót követő évekre az üzem már elektromos áram termelésére is berendezkedett, de csak saját célra, a város közvilágításához nem szolgáltatott áramot. 
A malom berendezése 1920-ban 5 hengerszékből, 5 pár kőjáratból, 1 kásakőből, 1 hajolóból, 9 radiálszitából, 1 síkszitából, 1 tisztító rostából, 3 koptatóból, 2 esztergapadból, 1 fűrészgépből, 1 dinamóból, 2 pörkölő üstből, 1 hajolókő-járatból és 1 magozóból állt. Ez egyrészt azt is jelzi, hogy a korabeli malmokhoz viszonyítva igen jó technikai színvonalon állt, másrészt azt is, hogy az üzem nemcsak búza és rozs őrlésére, de az abban az időben még kedvelt élelmiszer, a köleskása előállítására, sőt olajpréselésre is. Ez utóbbival annak ellenére is megérte foglalkozniuk, hogy a környék lakosai döntően reformátusok voltak – tehát böjt idején is fogyaszthattak disznózsírt –, általános volt ugyanis körükben az olajjal való világítás, vagyis stabil volt az olaj iránti kereslet.
Nyíri István nem érte be az amúgy is sok irányú malmi tevékenységgel, de gőzkazánt is alkalmazni kezdett, illetve telephelyének udvarán fúratott egy 310 méter mély artézi kutat. Az állandó vízellátás a gépek hűtéséhez szükséges vízmennyiség biztosítása érdekében volt fontos, de az így felmelegedett vizet sem hagyta veszendőbe menni: annak felhasználásával kádfürdőt létesített. 1918-tól fiai, a szintén gépészmérnök István és a felső-ipariskolát végzett Sándor is besegítettek az üzem működtetésébe, 1922-es halálát követően pedig az örökébe léptek, és egyesült erővel a csonka vármegye legnagyobb, szociális szempontból is kiemelkedő vállalatává fejlesztették azt.
77 éves korában hunyt el ütőér-elmeszesedésben. Felesége Tokay Eszter volt.

## Emlékezete
- Nevét őrzi a Berettyóújfaluban 2007-ben alapított, ipari és gazdasági szakemberek által elnyerhető és valamely, a város és a térség gazdaságának egészét szolgáló tevékenység elismeréséül szolgáló Nyíri István-díj.[5]
- Ugyancsak az ő nevét őrzi a városban 2023 márciusában átadott inkubátorház, a Nyíri István Vállalkozók Háza.